# Стеван Зарић
Стеван Зарић (Футог, 12. октобар 1941 — Нови Сад, 23. децембар 2020) био је српски и југословенски певач и композитор забавне музике.

## Биографија
Стеван Зарић, почео је да пева по разним забавама за младе, које су у то време биле веома добра школа за младе певаче. Музички узори били су му француски певачи: Gilbert Becaud, Alain Barriere, Jacques Brel и остали познати француски певачи са тадашње музичке сцене. Звезда водиља са домаће музичке сцене био му је Арсен Дедић. Осетио је да публика прима позитивно његово певање што га охрабрује да се пријави на такмичење Златни микрофон Војводине, где је освојио прво место. На том такмичењу га примећује и Јосип Ковач (отац Михајла и Корнелија Ковача) и позива га да учествује на фестивалу Омладина у Суботици далеке 1963. године. Након тог почетног успеха, излази му и сингл плоча са песмом Врбе која се продаје у тиражу од 50.000 примерака, што му за награду доноси етикету сребрне плоче и Естрадну награду Југославије. После овог успеха, почиње да зарађује са певањем и да иде по турнејама широм земље и неким европским земљама. 
Поред препева страних композиција, пише и своје текстове за песме које певају други певачи. Између осталих, написао је текстове за песме: Без везе за Корни групу, Ове ноћи једна жена мирно спава за Златка Пејаковића и за песму Сунца ће и даље бити Мише Марковића.
Био је дугогодишњи сарадник Радио Стотке, Радио Новог Сада, и водитељ емисије "Са старог грамофона". Преминуо је 23. децембра 2020. године.

## Фестивали
Омладина, Суботица:
- Врбе, награда публике / Ти си била као варка / Опет сам сам / Очи боје лешника, трећа награда стручног жирија, '63
- Плаве коврџе / Ти си опет ту / Мистер Морсе, друга награда стручног жирија, '64
- Семирамида / После твог одласка, '65
- Желим да знаш (алтернација са Кемалом Монтеном), прва награда стручног жирија / Тај град, '66
- Врбе, поводом 50-о годишњице суботичког фестивала младих, 2011

Београдско пролеће:
- Вратила си се, '64
- Живи без мене (алтернација са Љиљаном Петровић), награда новинара, '66

Опатија:
- Преко пута живота, '74